# Berättelser ur min levnad
Berättelser ur min levnad är en bok med självbiografiska texter av Vilhelm Moberg utgiven 1968.
I boken berättar Moberg om sin barndom i Småland, åren som journalist på en landsortstidning och om hur han blev författare. Det inledande kapitlet Brodd publicerades ursprungligen i antologin Ansikten (1932) och en del av de övriga texterna var tidigare publicerade i olika tidningar och tidskrifter. Boken avslutas med en lång skildring av hur Utvandrarserien kom till.

## Mottagande
"Berättar kraftfullt, enkelt och oskrymtat på det till synes rättframma sätt som ändå tycks innehålla ett hemligt recept, okänt för de flesta nu verksamma författare: allt får liv som han rör vid." – Knut Ahnlund i Svenska Dagbladet